# یواس‌اس جوپیتر (ای‌کی-۴۳)
یواس‌اس ژوپیتر (ای‌کی-۴۳) (به انگلیسی: USS Jupiter (AK-43)) یک کشتی بود که طول آن ۴۵۹ فوت ۲ اینچ (۱۳۹٫۹۵ متر) بود. این کشتی در سال ۱۹۳۹ ساخته شد.